# 井口貞夫 (政治家)
井口 貞夫（いぐち さだお、1905年（明治38年）12月2日 - 1999年（平成11年）5月23日）は、徳島県出身の政治家。
1958年（昭和33年）に旧脇町（現美馬市）町長に当選。徳島県酪農民大会実行委員長、「徳島の文化を進める会」会長を歴任、機関誌「徳島の文化」を主宰。その功績が称えられ1993年（平成5年）に徳島県文化賞を受賞。

## 受賞
- 徳島県文化賞 1993年

## 著書
- 『山脈』井口貞夫、1973年。
- 『山脈 続』徳島県農政クラブ、1976年。
- 『山脈 第三集』徳島県農政クラブ、1980年。
- 『山脈 第四集』徳島県農政クラブ、1985年。
- 『江原開拓農協史』江原開拓農業協同組合、1986年。
- 『山脈 第五集』徳島農政クラブ、1992年。
- 『藍作経営に関する論文集』阿波藍生産振興協会、1993年。